# Greetings
Greetings is een komische film uit 1968 van regisseur Brian De Palma. Het is de debuutfilm van Robert De Niro.

## Inhoud
Greetings vertelt het verhaal van drie vrienden: Jon is een jonge filmmaker, Paul een verlegen man die op zoek is naar liefde en Lloyd is iemand die enorm opgaat in complottheorieën. De film is een satire op de vrije liefde, de moord op John F. Kennedy en de Vietnamoorlog.

## Rolverdeling
| Acteur           | Personage             |
| ---------------- | --------------------- |
| Robert De Niro   | Jon Rubin             |
| Jonathan Warden  | Paul Shaw             |
| Gerrit Graham    | Lloyd Clay            |
| Richard Hamilton | pop artiest           |
| Megan McCormick  | Marina                |
| Bettina Kugel    | Tina                  |
| Jack Cowley      | modefotograaf         |
| Jane Lee Salmons | model                 |
| Ashley Oliver    | secretaresse          |
| Melvin Morgulis  | dubieuze verkoper     |
| Cynthia Peltz    | gescheiden vrouw      |
| Peter Maloney    | Earl Roberts          |
| Ruth Alda        | Linda                 |
| Ted Lescault     | uitbater boekenwinkel |
| Mona Feit        |                       |
| M. Dobish        | TV cameraman          |
| Richard Landis   | ex-militair           |

## Filmfestival van Berlijn
- Zilveren Beer - Brian De Palma

## Feiten
- Dit is de debuutfilm van Robert De Niro, die de rol van Jon Rubin vertolkte.
- In de film Hi, Mom! speelde De Niro voor de tweede maal de rol van Jon Rubin.
- Greetings is de eerste film die ooit een X-rating kreeg in de Verenigde Staten.